# Brytyjskie okręty podwodne typu T
Brytyjskie okręty podwodne typu T (lub Triton) – typ okrętów podwodnych. Zaprojektowany w latach 30. XX wieku, by zastąpić okręty podwodne typu O / Odin, P / Parthian i R / Rainbow. Składał się z 53 jednostek zbudowanych na krótko przed lub w czasie II wojny światowej. Okręty tego typu odegrały dużą rolę w operacjach podwodnych Royal Navy. Cztery jednostki służące w marynarce wojennej Holandii nosiły nazwę typu Zwaardfisch.
W dekadzie po wojnie starsze okręty zostały zezłomowane, a pozostałe zostały przerobione do zadań przeciwpodwodnych by zwalczać rosnące zagrożenie ze strony ZSRR. Royal Navy wycofała ostatni okręt tego typu ze służby operacyjnej w 1969, ale zachowała jeden okręt na stałe zacumowany jako jednostkę szkoleniową do 1974. Ostatnia jednostka tego typu służyła pod banderą izraelską do 1977.

## Jednostki 1 Grupy
Piętnaście jednostek zostało zamówionych w ramach programu z lat: 1935 („Triton”), 1936 (kolejna czwórka), 1937 (kolejna siódemka) i 1938 (ostatnia trójka). Jedynie sześć jednostek (mniej niż połowa) przetrwało wojnę.
- „Triton” (zatonął na Adriatyku 18 grudnia 1940)
- „Thetis” (zatonął w czasie prób, został podniesiony i przywrócony do służby jako „Thunderbolt”; zatopiony przez włoską korwetę „Cicogna” w Cieśninie Mesyńskiej 14 marca 1942)
- „Tribune”
- „Trident”(inne języki)
- „Triumph” (utracony, prawdopodobnie na włoskich minach, on 14 January 1942)
- „Taku”
- „Tarpon” (prawdopodobnie zatopiony przez niemiecki trałowiec „M-6” 14 kwietnia 1940)
- „Thistle” (storpedowany przez „U-4” 10 kwietnia 1940)
- „Tigris”(inne języki) (prawdopodobnie zatopiony przez niemiecki okręt „UJ-2210” 27 lutego 1943)
- „Triad” (zatopiony przez ogień artyleryjski z włoskiego okrętu podwodnego „Enrico Toti” w Zatoce Tarenckiej 15 października 1940)
- „Truant”(inne języki)
- „Tuna”(inne języki)
- „Talisman” (utracony, prawdopodobnie na włoskich minach, 17 września 1942)
- „Tetrarch”, jedyna jednostka ukończona z wyposażeniem do stawiania min (utracony, prawdopodobnie na włoskich minach, 2 listopada 1941)
- „Torbay”

## Jednostki 2 Grupy
Siedem jednostek zostało zamówionych na podstawie 1939 War Emergency Programme. Pierwszy „Thrasher” został zwodowany 5 listopada 1940. Zewnętrzne dziobowe wyrzutnie torpedowe zostały przesunięte siedem stóp w kierunku rufy by polepszyć dzielność morską. Dwie zewnętrzne wyrzutnie torpedowe umieszczone przed kioskiem zostały przesunięte na kiosk i skierowane w kierunku rufy. Łącznie okręty miały osiem dziobowych i trzy rufowe wyrzutnie torped. Wszystkie okręty drugiej grupy zostały wysłane na Morze Śródziemne – jedynie „Thrasher” i „Trusty” wróciły.
- „Tempest” (zatopiony przez włoski torpedowiec typu Spica „Circe” 13 lutego 1942)
- „Thorn” (zatopiony przez włoski torpedowiec typu Orsa „Pegaso” 6 sierpnia 1942)
- „Thrasher”(inne języki)
- „Traveller” (utracony, prawdopodobnie na włoskich minach, 12 grudnia 1942)
- „Trooper” (utracony, prawdopodobnie na niemieckich minach, 14 października 1943)
- „Trusty”
- „Turbulent” (zatopiony przez włoskie torpedowce 12 marca 1943)

„Turbulent” zatopił wrogie jednostki o łącznej pojemności przekraczającej 90 000 BRT. Był bombardowany bombami głębinowymi ponad 250 razy

## Jednostki 3 Grupy

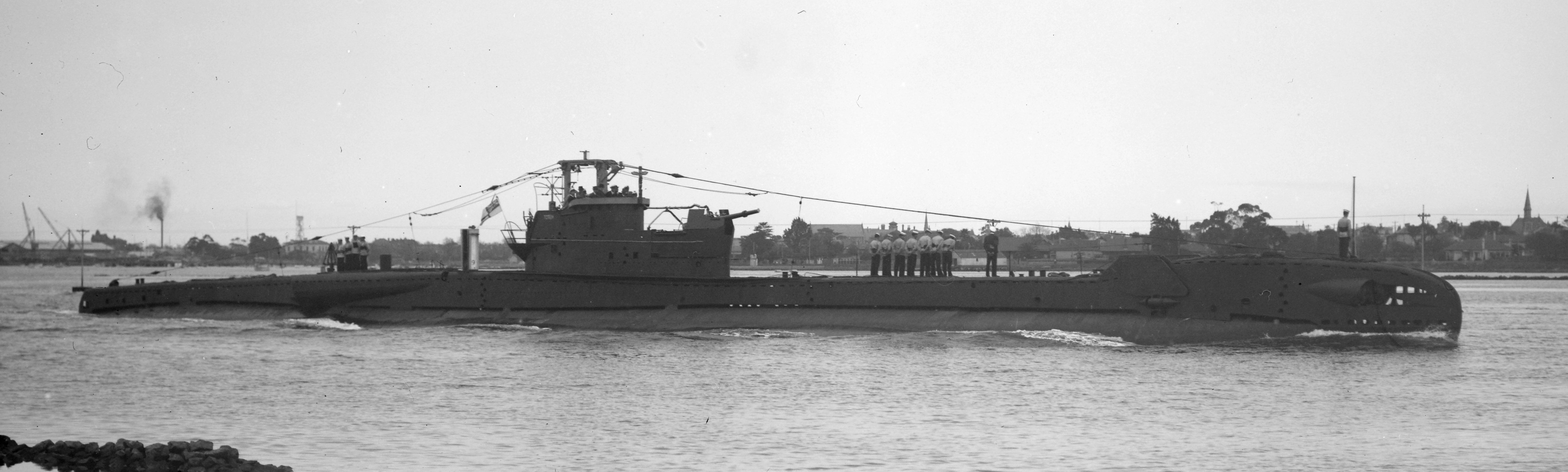
HMS „Totem” we wrześniu 1945

Wojenne pochodzenie tych jednostek było widoczne w wyposażeniu (m.in. miały tylko jedną kotwicę). Większość rur wewnętrznych było stalowych, a nie miedzianych. Pierwszą jednostkę zwodowano 10 czerwca 1942. Spawanie stopniowo zastępowało nitowanie. Niektóre okręty ukończono całkowicie spawane, co dało im większą głębokość zanurzenia – 350 stóp (107 m).
W ramach programu 1940 zostało zamówionych dziewięć okrętów:
- „P311” (utracony, prawdopodobnie na włoskich minach, zanim nazwa „Tutankhamen” została formalnie przydzielona)
- „Trespasser”
- „Taurus” (później holenderski „Dolfijn”)
- „Tactician”
- „Truculent” (zatonął w kolizji 12 stycznia 1950)
- „Templar”
- „Tally-Ho”
- „Tantalus”
- „Tantivy”

Siedemnaście okrętów zostało zamówionych w ramach programu 1941:
- „Telemachus”
- „Talent” (P322) (później holenderski „Zwaardvisch”)
- „Terrapin”
- „Thorough”
- „Thule”
- „Tudor”
- „Tireless”
- „Token”
- „Tradewind”
- „Trenchant”
- „Tiptoe”
- „Trump”
- „Taciturn”
- „Tapir” (później holenderski „Zeehond (2)”)
- „Tarn” (później holenderski „Tijgerhaai”)
- „Talent” (P337)
- „Teredo”

Czternaście jednostek zostało zamówionych w programie z 1942, ale tylko pięć zostało ukończonych:
- „Tabard”
- „Totem” (utracony w wypadku w czasie podróży do Izraela jako INS „Dakar”)
- „Truncheon” (później izraelski INS „Dolphin”)
- „Turpin” (później izraelski INS „Lewiatan”)
- „Thermopylae”

Kolejne dziewięć jednostek zostało zamówionych, ale zostały anulowane 29 października 1945, po zakończeniu działań wojennych
- „Thor” (zwodowany 18 kwietnia 1944, ale nie ukończony)
- „Tiara” (zwodowany 18 kwietnia 1944, ale nie ukończony)
- „Theban” (P341)
- „Talent” (P343)
- „Threat” (P344)
- oraz cztery nienazwane okręty (P345, P346, P347 and P348).

## Przekazane Holandii
- „Tijgerhaai” (ex-„Tarn”)
- „Zwaardvisch” (ex-„Talent”)
- „Zeehond (2)” (ex-„Tapir”)
- „Dolfijn” (ex-„Taurus”)